# David de Tamán

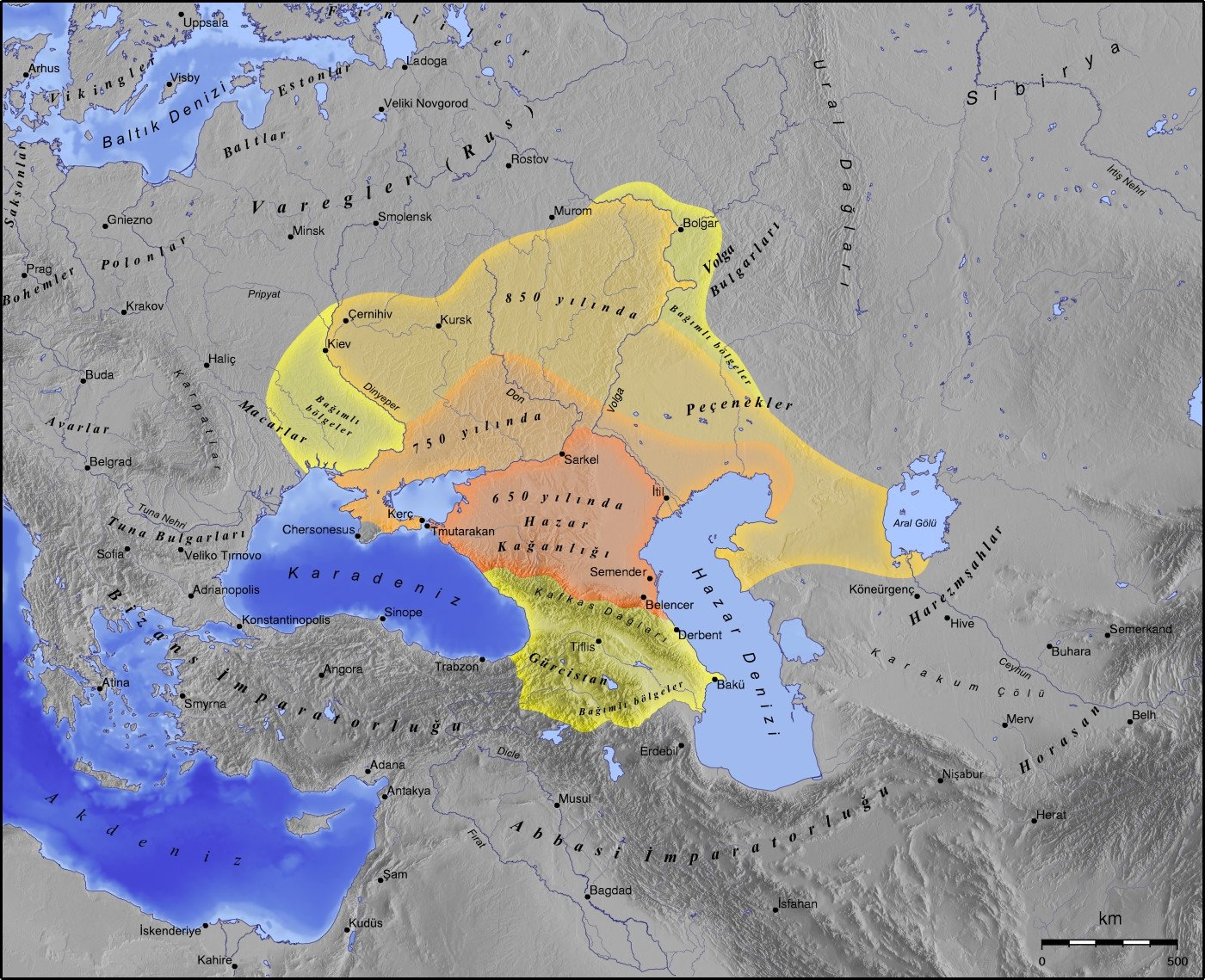
El Kanato jázaro en sus distintas fases de expansión.

David de Tamán fue un gobernante jázaro de finales del siglo X que administró un estado sucesor de los jázaros en la península de Tamán. Es mencionado en un único documento datado en el año 4746 del calendario hebreo (años 985/986), que contiene una referencia a "nuestro señor David, príncipe de los jázaros, que vive en Tamán". Los historiadores no están seguros de que este documento sea auténtico porque formaba parte de la colección de Abraham Firkovich, quien ocasionalmente falsificó documentos e inscripciones. El historiador y filólogo Dan Shapira expresó su certeza de que el documento es una falsificación de Firkovich y este punto de vista de Shapira fue adoptado por otros historiadores que lo citaron, incluidos Michael Toch y Kevin Brook.
Basándose en este texto, Heinrich Graetz sostuvo una hipótesis de que los jázaros se reorganizaron tras 969 en Crimea y la península de Tamán. Graetz mantuvo además que representantes que los jázaros judíos que fueron convocados por Vladimiro I de Kiev para debatir los méritos de su religión frente a los representantes de los católicos de Alemania, ortodoxos de Bizancio y musulmanes de Bulgaria del Volga fueron enviados por David y eran ciudadanos de su reino póntico.
La capital de David pudo haber estado en o cerca de Tmutarakan, aunque según las fuentes rusas aquella ciudad pertenecía a la Rus de Kiev desde antes de 985, pero es concebible que los jázaros refirmaran su control sobre la ciudad o que David la gobernase como cliente. El primer príncipe ruso independiente de Tmutarakan fue Mstislav, cuyo reinado empezó en 988. El posterior gobernante jázaro Jorge Tzul imperó sobre Kerch; no se sabe si su reino siguió la misma política utilizada bajo el mando de David de Tamán.